# Limnoria japonica
Limnoria japonica là một loài chân đều trong họ Limnoriidae. Loài này được Richardson miêu tả khoa học năm 1909.